# Stiamo lavorando per noi
Stiamo lavorando per noi è stato un varietà televisivo italiano condotto da Cochi e Renato, in onda sul Rai 2, il mercoledì sera alle 21:05 per quattro puntate a partire dal 10 gennaio 2007.

## Produzione
Il programma vedeva come conduttori Cochi e Renato in un loro programma dopo 34 anni, cioè dalla fine di Il poeta e il contadino del 1973.
Lo show vedeva come ospiti fissi Enzo Jannacci, Sergio Sgrilli, Bebo Storti, Stefano Chiodaroli, Bove e Limardi, Giulia Alessandra Faiella e Maurizio Milani. Altri ospiti delle puntate sono stati: Massimo Boldi, Max Giusti, Simona Ventura, Renzo Arbore, Arturo Brachetti, Beppe Braida, Raul Cremona, Maurizio Crozza, Nino Frassica, Gabriella Germani, Gene Gnocchi, Francesco Paolantoni, il Mago Silvan, Lino Toffolo.